# The Road Home (album de Heart)
Pour les articles homonymes, voir The Road Home.

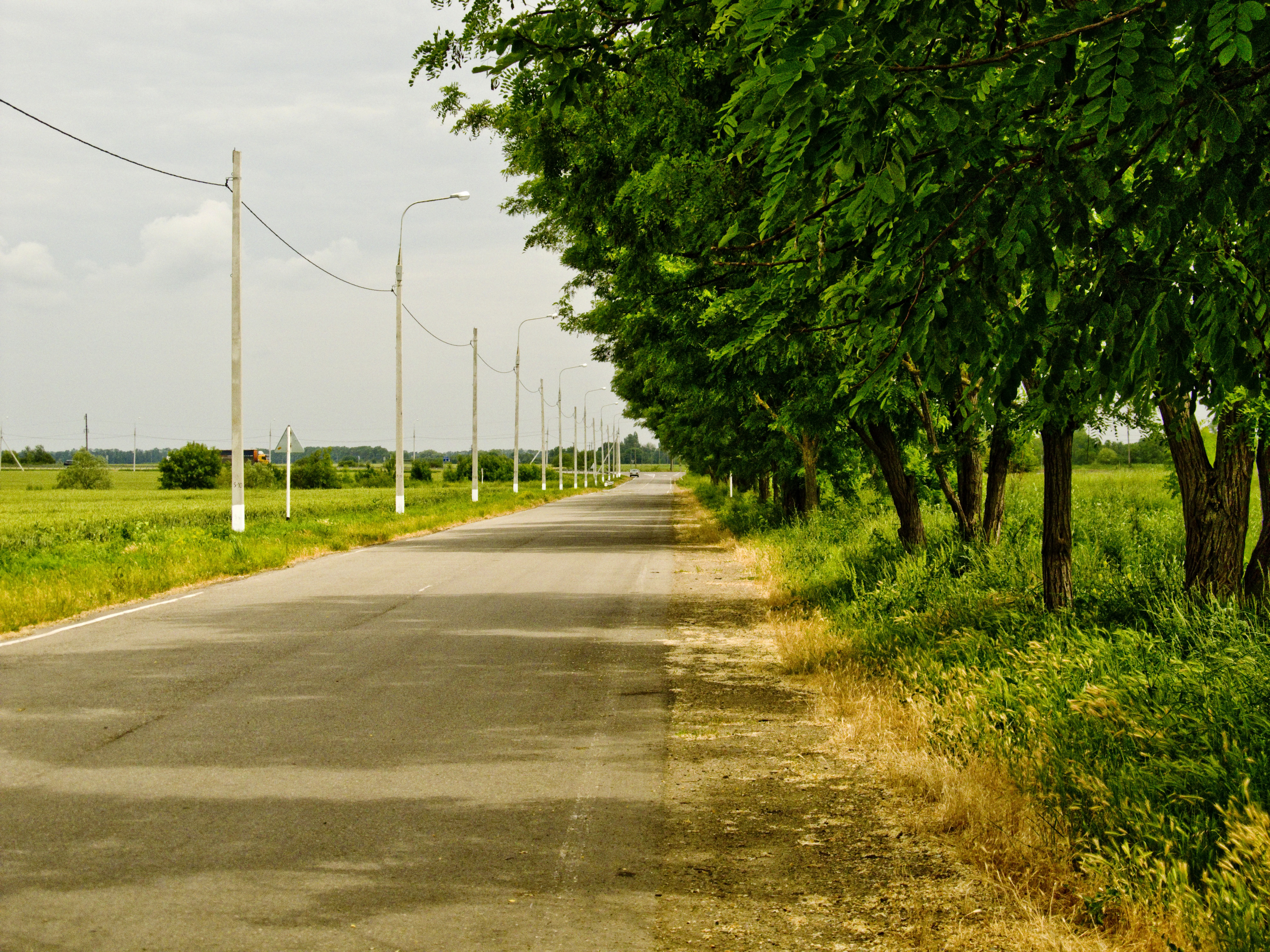
The Road Home

The Road Home est le troisième album live de Heart. Celui-ci est en acoustique et revisite leurs succès des années 1970, 1980, 1990 et contient aussi quelques chansons inédites. Il a été produit par John Paul Jones qui joue sur l'album. La photo de la pochette montre une vieille photo des sœurs Ann & Nancy Wilson jeunes avec une bougie.

## Liste des chansons
1. "Dreamboat Annie (Fantasy Child)" - Ann/Nancy Wilson - 3:35
2. "Dog and Butterfly" - Ann/Nancy Wilson/Sue Ennis - 6:00
3. "(Up on) Cherry Blossom Road" - Amy Sky - 5:04
4. "Back to Avalon" - Ann/Nancy Wilson/Kit Hain - 3:55
5. "Alone" - Billy Steinberg/Tom Kelly - 4:45
6. "These Dreams" - Bernie Taupin/Martin Page - 5:20
7. "Love Hurts" - Boudleaux Bryant/Felice Bryant - 4:30
8. "Straight On" - Ann/Nancy Wilson/Sue Ennis - 5:10
9. "All I Wanna Do Is Make Love to You" - Robert John "Mutt" Lange - 3:40
10. "Crazy on You" - Ann/Nancy Wilson - 5:13
11. "Seasons" - Elton John, Bernie Taupin - 3:40
12. "River" - Joni Mitchell - 3:40
13. "Barracuda" - Ann/Nancy Wilson/Roger Fisher
14. "Dream of the Archer" - Ann Wilson - 4:35
15. "The Road Home" -	Ann/N. Wilson/Greg Bloch/Holly Knight - 5:19

## DVD
1. Entrevue avec Ann & Nancy Wilson
2. "River"
3. "Dog and Butterfly"
4. "(Up on) Cherry Blossom Road"
5. "Back to Avalon"
6. "Alone"
7. "These Dreams"
8. "Dreamboat Annie (Fantasy Child)"
9. "Seasons"
10. "Dream of the Archer"
11. "Love Alive"
12. "All I Wanna Do Is Make Love to You"
13. "Straight On"
14. "Mistral Wind" (A. Wilson, N. Wilson, Ennis, Fisher)
15. "Barracuda"
16. "Love Hurts"
17. "Crazy on You"
18. "The Road Home"

### DVD Matériel Bonus
1. The Road Home - Documents virtuels
2. "Crazy on You" - live en direct du The Tonight Show avec Jay Leno
3. "The Road Home" - live en direct de l'émission télé Later avec Greg Kinnear

## Musiciens
- Ann Wilson - chant, guitares, autoharpe, flûte
- Nancy Wilson - chant, guitares, mandoline
- Howard Leese - guitares, mandoline, claviers, accordéon, chœurs
- John Paul Jones - basse, mandoline, piano, producteur (uniquement sur le CD enregistré en concert)
- Fernando Saunders - basse, chœurs
- Denny Fongheiser - batterie, percussion
- Gary Gersh - percussions, producteur exécutif
- Kristen Barry - chœurs
- Section de cordes du Seattle Symphony (CD) :
  - Gennady Filimonov, Leonid Keylin - violons
  - Vincent Comer - alto
  - David Tonkongui - violoncelle
  - John DeJarnatt - hautbois, cor anglais
- London Metropolitan String Quartet sur la chanson #12 et le DVD :
- Roger Bolton - directeur du Metropolitan String Quartet
  - Rosemary Furniss, David Ogden - violons
  - Andrew Brown - alto
  - Caroline Dale - violoncelle
  - John Anderson - hautbois